# 홍푹
홍푹(베트남어: Hồng Phúc / 洪福 홍복 / 1572년)은 베트남 후 레 왕조(後黎朝) 영종(英宗) 레 주이 방(黎維邦)의 세번째 연호이다.
- 찐 주 군주(섭정) : 찐뚱(鄭松)
- 응우옌 주 군주 : 응우옌호앙(阮潢)
- 버우 주 군주 : 부꽁끼(武公紀)

## 개원
- 찐찌(正治) 15년(1572년) 1월에 연호를 홍푹(洪福)으로 개원함.[1][2]

- 홍푹(洪福) 2년 1월 1일[3](율리우스력 1572년 2월 2일)에 연호를 자타이(嘉泰)로 개원함.[4][2][5]

## 연대 대조표
| 홍푹 | 서기 (西紀) | 간지 (干支) | 막 왕조 연호   | 응우옌 주 기년  | 명나라 연호    |
| 원년 | 1572년      | 임신 (壬申) | 숭캉(崇康) 5년 | 선주(僊主) 15년 | 융경(隆慶) 6년 |

## 동시대 연호

### 베트남
막 왕조(莫朝)
- 숭캉(崇康) (1568년 ~ 1578년)

### 중국
명(明)
- 융경(隆慶) (1567년 ~ 1572년)

### 일본
- 겐키(元龜) (1570년 ~ 1573년)

## 같이 보기
- 베트남의 연호